# صدر رأسي

تصميم جسم أحد لينات الدرقة، الصدرأس هو المنطقة التي تشمل السيفالون والصدر الملونة بالأصفر.

الصدر الرأسي أو الصَّدْرَاس أو الصدرأس (بالإنجليزية: Cephalothorax)‏ وتسمى كذلك البروسوما في بعض المجموعات، هي طقم لدى مختلف مفصليات الأرجل يتكون من الرأس والصدر مندمجين معا، وهو متميز عن البطن الذي يقع خلفه. (مصطلح البروسوما ومقابل البروسوما مرادفان للصدرأس والبطن في بعض المجموعات)، المصطلح الإنجليزي مشتق من الكلمتين الإغريقيتين رأس (κεφαλή) وصدر (θώραξ). لوحظ اندماج الرأس والصدر هذا لدى كلابيات القرون والقشريات، في بعض المجموعات مثل سداسيات الأرجل (التي تشمل الحشرات) الرأس ما زال منفصلا ومتميزا عن الصدر. في سرطان حدوة الحصان والعديد من القشريات، تغطي الصدرأسَ قشرةٌ صلبة تسمى الذبل.